# Афанаськово
Афанаськово (рос. Афанаськово) — присілок Сафоновського району Смоленської області Росії. Входить до складу Вадінського сільського поселення.
Населення — 1 особа (2007 рік).